# Robert Schiffer
Robert Schiffer (* 14. Dezember 1922) ist ein ehemaliger deutscher Fußballspieler,  der 1952/53 für die BSG Motor/Wismut Gera in der DDR-Oberliga, der höchsten Spielklasse im DDR-Fußball, aktiv war.

## Sportliche Laufbahn
Nachdem Robert Schiffer zuvor bei den unterklassigen Betriebssportgemeinschaften (BSG) Chemie Bad Köstritz und Stahl Silbitz Fußball gespielt hatte, schloss sich der 29-Jährige zur Saison 1952/53 dem Oberligisten Wismut Gera an. Trainer Oskar Büchner setzte Schiffer erstmals im dritten Oberligaspiel der Geraer ein und ließ ihn als halbrechten Stürmer spielen. Erst sieben Spieltage später kam Schiffer zu seinem nächsten Oberligaeinsatz, nun als rechter Verteidiger. Anschließend bestritt er bis zum Saisonende bis auf eine Unterbrechung alle weiteren Punktspiele, wobei der die letzten neun Begegnungen als linker Abwehrspieler absolvierte. Nach Abschluss der Saison musste die Geraer BSG, die sich inzwischen zur BSG Wismut Gera umbenannt hatte, nach drei Spielzeiten aus der Oberliga absteigen. Für die Saison 1953/54 in der zweitklassigen DDR-Liga gehörte Robert Schiffer weiter zum Aufgebot von Wismut Gera. Unter dem neuen Trainer Manfred Fuchs behielt Schiffer seine Position auf der linken Abwehrseite. Nachdem er in der Hinrunde alle dreizehn Ligaspiele bestritten und ein Tor erzielt hatte, erschien er anschließend nicht mehr im Aufgebot der BSG Wismut. Da er auch später nicht mehr im höherklassigen Spielbetrieb auftauchte, blieb es bei seiner Bilanz von 22 torlosen Oberligaspielen und 13 Spielen in der DDR-Liga mit einem Tor.